# Heinrich Blendinger
Heinrich Blendinger (* 8. September 1881 in Gollhofen; † 15. August 1957 in Salem) war ein deutscher Pädagoge. Von 1934 bis 1943 leitete Blendinger die Schule Schloss Salem, wobei seine Rolle meist so charakterisiert wird, dass „Blendinger die Schule im Geist ihrer Gründer geleitet und im Kern bewahrt hat“.
Er studierte evangelische Theologie. 1906 bis 1907 Vikariat in Rintheim. Bis 1909 Oberkirchenrat in Karlsruhe. Studium in München Deutsch, Geschichte und Erdkunde. Er wurde Lehrer und Erzieher am Landerziehungsheim in Schondorf am Ammersee. Er wurde im Ersten Weltkrieg Offizier, beendete den Krieg als Oberleutnant d. L. 1943 erlitt Blendinger einen Schlaganfall und war seitdem weitgehend arbeitsunfähig, half nach der Wiedereröffnung der Schule 1945 aber noch zeitweise als Lehrkraft aus.
Seit 1985 werden jährlich Heinrich-Blendinger-Stipendien an Schüler mit sehr guten akademischen Leistungen vergeben, die sich sozial, musisch oder sportlich besonders engagieren.